# Pseudophytoecia
Pseudophytoecia – rodzaj chrząszczy z rodziny kózkowatych i podrodziny zgrzypikowych.

## Zasięg występowania
Przedstawiciele tego rodzaju występują w Afryce Środkowej i Wschodniej.

## Systematyka
Do Pseudophytoecia należą 2 gatunki:
- Pseudophytoecia africana
- Pseudophytoecia suturalis